# Edgar Valter
Edgar Valter was een Estisch kinderboekenschrijver, illustrator en grafisch ontwerper. Hij illustreerde meer dan 250 boeken.

## Biografie
Na een groot aantal kleine baantjes begon Vehter in 1950 met schrijven. In 1956 werd hij lid van de Sovjet-Estse kunstenaarsvakbond en in 1956 van de journalistenvakbond. Zijn bekendste werk was Pokuraamat (Het Poku-boek) uit 1994, dat hij zowel schreef als illustreerde. Het boek gaat over de Poku's, fantasiewezens die in het Estische moeras wonen.